# Lezana
Lezana es un despoblado que actualmente forma parte del municipio de Condado de Treviño, en la provincia de Burgos, Castilla y León (España).

## Historia
Documentado desde 1257 con el nombre de Laçana, estaba situado al norte de la localidad de Zurbitu.